# الثمد (خيبر)
الثمد قرية من القرى التابعة لمحافظة خيبر إداريا في منطقة المدينة المنورة في السعودية، تقع شمال المدينة المنورة، وتبعد عن المدينة المنورة 150 كم وعن خيبر 20 كم.، رئيس مركز الشيخ محمد بن سالم بن سرورابن سمره الرشيدي وتعتبر أكبر قرية في المملكة العربية السعودية ويبلغ عدد سكانها ما يقارب 16 ألف نسمة، يميز هذه القرية خصابة الأرض للمحاصيل الزراعية وكثافة المياه الجوفية، إضافة إلى انتشار أشجار النخيل بها.

## المواقع التاريخية في الثمد
- سد البنت التاريخي
- سد الحصيد
- قبة صفية